# NGC 5969
NGC 5969 ist eine 14,6 mag helle linsenförmige Radiogalaxie vom Hubble-Typ E-S0 im Sternbild Drache.
Sie wurde am 5. August 1885 von Lewis A. Swift entdeckt.